# Heodes subtusdiscoelongata
Heodes subtusdiscoelongata är en fjärilsart som beskrevs av Beuret 1954. Heodes subtusdiscoelongata ingår i släktet Heodes och familjen juvelvingar. Inga underarter finns listade i Catalogue of Life.